# Dikemark
Dikemark là một làng nằm ở Na Uy.